# Antoine Archimbaud
Pour les articles homonymes, voir Archimbaud.
Antoine Archimbaud est un chef-opérateur du son français, né le 12 septembre 1902 à Aubervilliers, Seine, mort le 3 novembre 1974 au sein de l'Hôpital Tenon dans le 20e arrondissement de Paris. 

## Filmographie
- 1930 : Le Mystère de la chambre jaune de Marcel L'Herbier
- 1930 : La Petite Lise de Jean Grémillon
- 1931 : La Prison en folie de Henry Wulschleger
- 1931 : L'Aiglon de Viktor Tourjansky
- 1931 : Der Herzog von Reichstadt de Viktor Tourjansky
- 1931 : Le Roi du cirage de Pierre Colombier
- 1932 : Les Croix de bois de Raymond Bernard
- 1932 : Les Gaietés de l'escadron de Maurice Tourneur
- 1934 : Tartarin de Tarascon de Raymond Bernard
- 1934 : Les Misérables de Raymond Bernard
- 1934 : Zouzou de Marc Allégret
- 1935 : Amants et Voleurs de Raymond Bernard
- 1935 : Princesse Tam Tam d'Edmond T. Gréville
- 1936 : Anne-Marie de Raymond Bernard
- 1936 : La Peur de Viktor Tourjansky
- 1936 : La Belle Équipe de Julien Duvivier
- 1936 : Avec le sourire de Maurice Tourneur
- 1937 : Pépé le Moko de Julien Duvivier
- 1937 : Marthe Richard, au service de la France de Raymond Bernard
- 1937 : La Dame de pique de Fedor Ozep
- 1937 : Drôle de drame de Marcel Carné
- 1938 : L'Accroche-cœur de Pierre Caron
- 1938 : Hercule de Alexandre Esway et Carlo Rim
- 1938 : L'Étrange Monsieur Victor de Jean Grémillon
- 1938 : Le Quai des brumes de Julien Duvivier
- 1939 : La Fin du jour de Julien Duvivier
- 1939 : Circonstances atténuantes de Jean Boyer
- 1941 : Parade en 7 nuits de Marc Allégret
- 1945 : Espoir de André Malraux
- 1946 : Les Portes de la nuit de Marcel Carné
- 1947 : Le silence est d'or de René Clair
- 1948 : Aux yeux du souvenir de Jean Delannoy
- 1948 : Les Parents terribles de Jean Cocteau
- 1949 : Jean de la Lune de Marcel Achard
- 1949 : Rendez-vous de juillet de Jacques Becker
- 1950 : La Marie du port de Julien Duvivier
- 1950 : Plus de vacances pour le Bon Dieu de Robert Vernay
- 1950 : Justice est faite de André Cayatte
- 1950 : Pigalle-Saint-Germain-des-Prés de André Berthomieu
- 1951 : L'Étrange Madame X de Jean Grémillon
- 1951 : Nous irons à Monte-Carlo de Jean Boyer
- 1952 : Le Fruit défendu de Henri Verneuil
- 1952 : La Bergère et le Ramoneur
- 1952 : La Jeune Folle de Yves Allégret
- 1953 : Cent francs par seconde de Jean Boyer
- 1953 : Thérèse Raquin de Marcel Carné
- 1953 : Les Enfants de l'amour de Léonide Moguy
- 1954 : Une vie de garçon
- 1954 : L'Air de Paris de Marcel Carné
- 1954 : Huis clos de Jacqueline Audry
- 1955 : La Lumière d'en face de Georges Lacombe
- 1955 : Les Amants du Tage de Henri Verneuil
- 1955 : Escale à Orly de Jean Dréville
- 1955 : Les Mauvaises rencontres de Alexandre Astruc
- 1956 : Voici le temps des assassins de Julien Duvivier
- 1956 : Gervaise de René Clément
- 1957 : Sait-on jamais... de Roger Vadim
- 1957 : Le Chômeur de Clochemerle de Jean Boyer
- 1958 : Sans famille d'André Michel
- 1958 : Une vie de Alexandre Astruc
- 1958 : Les Tricheurs de Marcel Carné
- 1959 : Marie-Octobre de Julien Duvivier
- 1959 : 125, rue Montmartre de Gilles Grangier
- 1959 : Pickpocket de Robert Bresson
- 1960 : Les Yeux sans visage de Georges Franju
- 1960 : L'Affaire d'une nuit de Henri Verneuil
- 1960 : Boulevard de Julien Duvivier
- 1961 : La Croix des vivants de Yvan Govar
- 1961 : Le Monocle noir de Georges Lautner
- 1961 : Les croulants se portent bien de Jean Boyer
- 1962 : Procès de Jeanne d'Arc de Robert Bresson
- 1962 : L'Œil du monocle de Georges Lautner
- 1963 : L'assassin connaît la musique... de Pierre Chenal
- 1963 : Germinal de Yves Allégret
- 1963 : Les Tontons flingueurs de Georges Lautner
- 1964 : Des pissenlits par la racine de Georges Lautner
- 1966 : Au hasard Balthazar de Robert Bresson
- 1966 : La Sentinelle endormie de Jean Dréville